# Spilosoma zatima
Spilosoma zatima är en fjärilsart som beskrevs av Stoll 1781. Spilosoma zatima ingår i släktet Spilosoma och familjen björnspinnare. Inga underarter finns listade i Catalogue of Life.